# Wawrzyniec Rymkiewicz
Wawrzyniec Marek Rymkiewicz (ur. 1971 w Warszawie) − polski filozof, tłumacz i wydawca.

## Życiorys
W 2000 obronił dysertację doktorską w Instytucie Filozofii Uniwersytetu Warszawskiego pt. Problem tożsamości człowieka w „Byciu i czasie” Martina Heideggera (promotorka – Zofia Rosińska-Zielińska). W 2016 uzyskał stopień doktora habilitowanego. Adiunkt w Zakładzie Historii Filozofii Polskiej IF UW. Założyciel i redaktor naczelny kwartalnika „Kronos”, Przewodniczący Rady Fundacji Augusta hrabiego Cieszkowskiego. Autor przekładów pism Charles’a Baudelaire’a, Guillaume’a Apollinaire’a, Friedricha Wilhelma Josepha von Schellinga i Martina Heideggera.
Zajmuje się filozofią niemiecką, szczególnie myślą Schellinga, Nietzschego i Heideggera, ze szczególnym uwzględnieniem ich relacji do klasycznej filozofii greckiej, szczególnie Arystotelesa. W spektrum jego zainteresowań znajduje się także filozofia polska oraz historia języka polskiego, z której intensywnie czerpie w pracy translatorskiej, dążąc do rozwoju polskiej pojęciowości filozoficznej. Najświeższym wyrazem tych przedsięwzięć jest Słownik pojęć Martina Heideggera dołączony do przekładu Podstawowych zagadnień filozofii, stanowiący próbę przywrócenia polszczyźnie fundamentalnych niemieckich, greckich i łacińskich pojęć filozoficznych. Wraz z Izabelą Michalską prowadzi Fundację Evviva l'arte, prowadzącą działalność wydawniczą w obszarze literatury pięknej i sztuki. Współredaktor pierwszego polskiego albumu poświęconego Stanisławowi Szukalskiemu, który opatrzył obszernym posłowiem.
Syn poety Jarosława Marka Rymkiewicza.
Jest członkiem Kapituły Nagrody Specjalnej Identitas.
Wszedł w skład komitetu wspierającego kandydaturę Karola Nawrockiego na prezydenta RP w wyborach w 2025.

## Książki i przekłady
- 1998–1999 Udział w przekładzie zbiorowym: Martin Heidegger, Nietzsche t. 1–2.
- 2002 Ktoś i nikt: wprowadzenie do lektury Heideggera.
- 2007 Przekład, opracowanie i komentarz: Friedrich Wilhelm Joseph von Schelling, Światowieki: ułamek z roku 1815.
- 2015 Formy istnienia. Heidegger według Arystotelesa.
- 2017 Przekład i słownik terminologiczny: Martin Heidegger, Podstawowe zagadnienia filozofii: wybrane “problemy” “logiki”.